# Women Hellas Verona 2018-2019
Questa voce raccoglie le informazioni riguardanti la Women Hellas Verona Società Sportiva Dilettantistica nelle competizioni ufficiali della stagione  2018-2019.

## Divise e sponsor
La grafica delle tenute di gioco per la stagione 2018-2019 è la stessa della squadra maschile, così come lo sponsor tecnico, Macron, e gli sponsor di maglia, Melegatti (sponsor principale), Air Dolomiti (co-sponsor) e Sec Events (sul retro della maglia).
| Casa | Trasferta | Terza divisa |

## Rosa
Rosa, ruoli e numeri di maglia tratti dal sito ufficiale.
| N. |                        | Ruolo | Calciatrice          |
| -- | ---------------------- | ----- | -------------------- |
| 2  | Slovacchia (bandiera)  | D     | Lucia Haršányová     |
| 3  | Svezia (bandiera)      | D     | Anna Julia Molin     |
| 4  | Italia (bandiera)      | D     | Laura Perin          |
| 5  | Italia (bandiera)      | D     | Federica Veritti     |
| 6  | Italia (bandiera)      | C     | Bianca Giulia Bardin |
| 7  | Germania (bandiera)    | C     | Florin Wagner        |
| 9  | Romania (bandiera)     | A     | Laura Rus            |
| 10 | Slovacchia (bandiera)  | C     | Lucia Ondrušová      |
| 11 | Italia (bandiera)      | A     | Sara Baldi           |
| 12 | Italia (bandiera)      | P     | Camilla Forcinella   |
| 13 | Stati Uniti (bandiera) | A     | Dessislava Eva Dupuy |
| 14 | Italia (bandiera)      | D     | Emma Esquili         |
| 15 | Italia (bandiera)      | D     | Sofia Meneghini      |
| 16 | Grecia (bandiera)      | C     | Ioanna Maria Goula   |

| N. |                     | Ruolo | Calciatrice          |
| -- | ------------------- | ----- | -------------------- |
| 17 | Italia (bandiera)   | A     | Veronica Pasini      |
| 18 | Italia (bandiera)   | C     | Carolina Poli        |
| 19 | Italia (bandiera)   | C     | Elena Nichele        |
| 20 | Italia (bandiera)   | A     | Margherita Giubilato |
| 21 | Italia (bandiera)   | C     | Sara Osetta          |
| 22 | Italia (bandiera)   | C     | Erika Campesi        |
| 23 | Italia (bandiera)   | P     | Linda Fenzi          |
| 25 | Italia (bandiera)   | C     | Caterina Ambrosi     |
| 27 | Italia (bandiera)   | D     | Ilaria Alunno        |
| 31 | Svizzera (bandiera) | P     | Nicole Studer        |
| 33 | Italia (bandiera)   | A     | Eleonora Franco      |
| 98 | Italia (bandiera)   | A     | Noemi Manno          |
|    | Italia (bandiera)   | A     | Matilde Pavan        |

## Calciomercato

### Sessione estiva
| Acquisti | Acquisti         | Acquisti        | Acquisti   |
| R.       | Nome             | da              | Modalità   |
| -------- | ---------------- | --------------- | ---------- |
| P        | Nicole Studer    | Young Boys      | definitivo |
| D        | Ilaria Alunno    | San Zaccaria    | definitivo |
| D        | Lucia Haršányová | MSV Duisburg    | definitivo |
| D        | Federica Veritti | Tavagnacco      | definitivo |
| C        | Erika Campesi    | San Zaccaria    | definitivo |
| C        | Lucia Ondrušová  | Basilea         | definitivo |
| A        | Sara Baldi       | Mozzanica       | definitivo |
| A        | Noemi Manno      | Pink Sport Time | definitivo |
| A        | Laura Rus        | Sassuolo        | definitivo |

| Cessioni | Cessioni           | Cessioni | Cessioni   |
| R.       | Nome               | a        | Modalità   |
| -------- | ------------------ | -------- | ---------- |
| P        | Anna Rosa Buhigas  |          | svincolata |
| P        | Diede Lemey        |          | svincolata |
| D        | Coline Bouby       |          | svincolata |
| D        | Robyn Decker       |          | svincolata |
| D        | Emma Lipman        |          | svincolata |
| D        | Madelaine May Hill |          | svincolata |
| C        | Angelica Soffia    |          | svincolata |
| A        | Shameeka Fishley   |          | svincolata |
| A        | Riikka Hannula     |          | svincolata |
| A        | Sofia Kongoulī     |          | svincolata |
| A        | Liljana Kostova    |          | svincolata |

### Sessione invernale
| Acquisti | Acquisti    | Acquisti   | Acquisti |
| R.       | Nome        | da         | Modalità |
| -------- | ----------- | ---------- | -------- |
| D        | Laura Perin | Tavagnacco | [ 10 ]   |

| Cessioni | Cessioni      | Cessioni         | Cessioni    |
| R.       | Nome          | a                | Modalità    |
| -------- | ------------- | ---------------- | ----------- |
| D        | Ilaria Alunno |                  | svincolata  |
| C        | Erika Campesi | Torres           | definitivo  |
| C        | Carolina Poli | Trento Clarentia | in prestito |

## Risultati

### Serie A

#### Girone di andata
| Arbitro: | Francesco Croce (Novara) |

|                      |           |                      |
| Dupuy 44’ Pasini 65’ | Marcatori | 24’ Zazzera 39’ Tona |

| Arbitro: | Michele Delrio (Reggio Emilia) |

|              |           |  |
| L. Merli 28’ | Marcatori |  |

| Arbitro: | Stefano Nicolini (Brescia) |

|         |           |  |
| Rus 31’ | Marcatori |  |

| Arbitro: | Graziella Pirriatore (Bologna) |

|  |           |         |
|  | Marcatori | 65’ Rus |

| Arbitro: | Eugenio Scarpa (Collegno) |

|  |           |              |
|  | Marcatori | 39’ Giacinti |

| Arbitro: | Franck Loic Nana Tchato (Aprilia) |

|                         |           |           |
| Ceci 37’ Pasqualini 81’ | Marcatori | 50’ Dupuy |

| Arbitro: | Valentina Finzi (Foligno) |

|                   |           |                                                              |
| Baldi 71’ Rus 73’ | Marcatori | 28’, 78’, 90+1’ Clelland 38’ Mauro 40’ Vigilucci 63’ Bonetti |

| Arbitro: | Fabio Catani (Fermo) |

|                                                      |           |                  |
| Hannula 40’ Daleszczyk 45’ Battelani 65’ Giurgiu 88’ | Marcatori | 90+2’ (rig.) Rus |

| Arbitro: | Giuseppe Rispoli (Locri) |

|                                         |           |               |
| Bonassi 6’ (aut.) Bardin 61’ Pasini 74’ | Marcatori | 11’ Camporese |

| Arbitro: | Luigi Catanoso (Reggio Calabria) |

|                                                                       |           |                           |
| Rus 16’, 70’ Dupuy 36’, 51’, 55’, 60’ Pasini 74’, 90+4’ Meneghini 85’ | Marcatori | 27’, 82’ Tarenzi 69’ Boni |

| Arbitro: | Stefano Nicolini (Brescia) |

|                                            |           |           |
| Bonansea 6’ Aluko 9’, 35’, 85’ Glionna 49’ | Marcatori | 79’ Dupuy |

#### Girone di ritorno
| Arbitro: | Giorgio Vergaro (Bari) |

|                                        |           |            |
| Tona 5’ Nocchi 8’ Meneghini 48’ (aut.) | Marcatori | 66’ Bardin |

| Arbitro: | Luca Cherchi (Carbonia) |

|                                                 |           |                        |
| Rus 15’ (rig.) Ambrosi 21’ Pasini 26’ Dupuy 69’ | Marcatori | 59’ Fodri 87’ L. Merli |

| Arbitro: | Graziella Pirriatore (Bologna) |

|                               |           |             |
| Serturini 57’ Simonetti 90+1’ | Marcatori | 20’ Nichele |

| Arbitro: | Emanuele Frascaro (Firenze) |

|  |           |           |
|  | Marcatori | 43’ Kelly |

| Arbitro: | Valentina Finzi (Foligno) |

|                          |           |  |
| Sabatino 59’ Fusetti 62’ | Marcatori |  |

| Arbitro: | Alberto Ruben Arena (Torre del Greco) |

|              |           |                        |
| Ondrušová 4’ | Marcatori | 21’ Santoro 49’ Luijks |

| Arbitro: | Jacopo Pascariello (Lecce) |

|                                 |           |  |
| Jaques 62’ Catena 80’ Mauro 84’ | Marcatori |  |

| Arbitro: | Eugenio Scarpa (Collegno) |

|                               |           |                                |
| Pasini 62’ Lenzini 80’ (aut.) | Marcatori | 4’, 69’ Cambiaghi 33’ Iannella |

| Arbitro: | Simone Galipo' (Firenze) |

|           |           |  |
| Eržen 71’ | Marcatori |  |

| Arbitro: | Niccolò Turrini (Firenze) |

|  |           |            |
|  | Marcatori | 39’ Pasini |

| Arbitro: | Michele Delrio (Reggio Emilia) |

|  |           |                                  |
|  | Marcatori | 34’ Ekroth 57’ Girelli 68’ Aluko |

### Coppa Italia

#### Ottavi di finale
| Arbitro: | Bianchini (Terni) |

|               |           |                               |
| Montecucco 6’ | Marcatori | 41’ Rus 53’ Pasini 74’ Wagner |

#### Quarti di finale
| Arbitro: | Virgilio (Trapani) |

|  |           |                                                                |
|  | Marcatori | 28’, 35’ (rig.) Bonetti 43’, 65’ Clelland 75’, 90+3’ Vigilucci |

| Arbitro: | Gasperotti (Rovereto) |

|                   |           |           |
| Kongoulī 14’, 70’ | Marcatori | 25’ Baldi |

## Statistiche

### Statistiche di squadra
| Competizione | Punti | In casa | In casa | In casa | In casa | In casa | In casa | In trasferta | In trasferta | In trasferta | In trasferta | In trasferta | In trasferta | Totale | Totale | Totale | Totale | Totale | Totale | DR  |
| Competizione | Punti | G       | V       | N       | P       | Gf      | Gs      | G            | V            | N            | P            | Gf           | Gs           | G      | V      | N      | P      | Gf     | Gs     | DR  |
| ------------ | ----- | ------- | ------- | ------- | ------- | ------- | ------- | ------------ | ------------ | ------------ | ------------ | ------------ | ------------ | ------ | ------ | ------ | ------ | ------ | ------ | --- |
| Serie A      | 19    | 11      | 4       | 1       | 6       | 24      | 24      | 11           | 2            | 0            | 9            | 7            | 23           | 22     | 6      | 1      | 15     | 31     | 47     | -16 |
| Coppa Italia | -     | 1       | 0       | 0       | 1       | 0       | 6       | 2            | 1            | 0            | 1            | 4            | 3            | 3      | 1      | 0      | 2      | 4      | 9      | -5  |
| Totale       | -     | 12      | 4       | 1       | 7       | 24      | 30      | 13           | 3            | 0            | 11           | 11           | 26           | 25     | 7      | 1      | 17     | 35     | 56     | -21 |

### Andamento in campionato
| Giornata  | 1 | 2 | 3 | 4 | 5 | 6 | 7 | 8 | 9 | 10 | 11 | 12 | 13 | 14 | 15 | 16 | 17 | 18 | 19 | 20 | 21 | 22 |
| --------- | - | - | - | - | - | - | - | - | - | -- | -- | -- | -- | -- | -- | -- | -- | -- | -- | -- | -- | -- |
| Luogo     | C | T | C | T | C | T | C | T | C | C  | T  | T  | C  | T  | C  | T  | C  | T  | C  | T  | T  | C  |
| Risultato | N | P | V | V | P | P | P | P | V | V  | P  | P  | V  | P  | P  | P  | P  | P  | P  | P  | V  | P  |
| Posizione | 5 | 4 | 4 | 4 | 5 | 6 | 8 | 8 | 8 | 7  | 9  | 9  | 7  | 7  | 8  | 9  | 9  | 9  | 9  | 10 | 9  | 10 |

Legenda:

Luogo: C = Casa; T = Trasferta. Risultato: V = Vittoria; N = Pareggio; P = Sconfitta.

### Statistiche delle giocatrici
| Giocatore     | Serie A  | Serie A | Serie A     | Serie A    | Coppa Italia | Coppa Italia | Coppa Italia | Coppa Italia | Totale   | Totale | Totale      | Totale     |
| Giocatore     | Presenze | Reti    | Ammonizioni | Espulsioni | Presenze     | Reti         | Ammonizioni  | Espulsioni   | Presenze | Reti   | Ammonizioni | Espulsioni |
| ------------- | -------- | ------- | ----------- | ---------- | ------------ | ------------ | ------------ | ------------ | -------- | ------ | ----------- | ---------- |
| I. Alunno     | 0        | 0       | 0           | 0          | -            | -            | -            | -            | 0        | 0      | 0           | 0          |
| C. Ambrosi    | 22       | 1       | 2           | 0          | 3            | 0            | 1            | 0            | 25       | 1      | 3           | 0          |
| S. Baldi      | 19       | 1       | 1           | 0          | 2            | 1            | 0            | 0            | 21       | 2      | 1           | 0          |
| B.G. Bardin   | 22       | 2       | 1           | 0          | 3            | 0            | 0            | 0            | 25       | 2      | 1           | 0          |
| E. Campesi    | 2        | 0       | 0           | 0          | -            | -            | -            | -            | 2        | 0      | 0           | 0          |
| D.E. Dupuy    | 22       | 8       | 0           | 0          | 3            | 0            | 0            | 0            | 25       | 8      | 0           | 0          |
| E. Esquilli   | 0        | 0       | 0           | 0          | -            | -            | -            | -            | 0        | 0      | 0           | 0          |
| L. Fenzi      | 0        | 0       | 0           | 0          | 0            | 0            | 0            | 0            | 0        | 0      | 0           | 0          |
| C. Forcinella | 20       | -42     | 0           | 0          | 3            | -9           | 0            | 0            | 23       | -51    | 0           | 0          |
| E. Franco     | 0        | 0       | 0           | 0          | 0            | 0            | 0            | 0            | 0        | 0      | 0           | 0          |
| M. Giubilato  | 16       | 0       | 2           | 0          | 2            | 0            | 1            | 0            | 18       | 0      | 3           | 0          |
| I. Goula      | 8        | 0       | 0           | 0          | 2            | 0            | 0            | 0            | 10       | 0      | 0           | 0          |
| L. Haršányová | 8        | 0       | 3           | 0          | 0            | 0            | 0            | 0            | 8        | 0      | 3           | 0          |
| N. Manno      | 10       | 0       | 1           | 0          | 1            | 0            | 0            | 0            | 11       | 0      | 1           | 0          |
| S. Meneghini  | 16       | 1       | 4           | 0          | 1            | 0            | 0            | 0            | 17       | 1      | 4           | 0          |
| J. Molin      | 19       | 0       | 5           | 0          | 3            | 0            | 0            | 0            | 22       | 0      | 5           | 0          |
| E. Nichele    | 21       | 1       | 0           | 0          | 2            | 0            | 0            | 0            | 23       | 1      | 0           | 0          |
| L. Ondrušová  | 12       | 1       | 1           | 0          | 2            | 0            | 0            | 0            | 14       | 1      | 1           | 0          |
| S. Osetta     | 4        | 0       | 0           | 0          | -            | -            | -            | -            | 4        | 0      | 0           | 0          |
| V. Pasini     | 18       | 7       | 2           | 1          | 3            | 1            | 0            | 0            | 21       | 8      | 2           | 1          |
| M. Pavan      | 1        | 0       | 0           | 0          | -            | -            | -            | -            | 1        | 0      | 0           | 0          |
| L. Perin      | 11       | 0       | 5           | 0          | 2            | 0            | 0            | 0            | 13       | 0      | 5           | 0          |
| C. Poli       | 3        | 0       | 0           | 0          | -            | -            | -            | -            | 3        | 0      | 0           | 0          |
| L. Rus        | 19       | 7       | 4           | 1          | 1            | 1            | 0            | 0            | 20       | 8      | 4           | 1          |
| N. Studer     | 2        | -5      | 0           | 0          | -            | -            | -            | -            | 2        | -5     | 0           | 0          |
| F. Veritti    | 10       | 0       | 2           | 0          | 2            | 0            | 0            | 0            | 12       | 0      | 2           | 0          |
| F. Wagner     | 19       | 0       | 0           | 0          | 3            | 1            | 0            | 0            | 22       | 1      | 0           | 0          |